# Introducing the Past
Introducing the Past är ett samlingsalbum av den svenska artisten Christian Kjellvander, utgivet 2003. Skivan inkluderar material från Kjellvanders båda tidigare bandkonstellationer, Loosegoats och Songs of Soil, såväl som solomaterial. I anslutning till skivan släpptes singeln "Portugal".

## Låtlista
1. "Portugal" - 3:30
2. "Paige" - 3:21
3. "Live Ones" - 5:01
4. "Staying There" - 3:43
5. "Days of Black (Nights are Lights)" - 2:50
6. "Sacred Ground" - 3:52
7. "River Raffle" - 3:33
8. "Jesus" - 3:16
9. "Form and the Feeling" 4:42
10. "Feeling Deluxe" - 3:55
11. "Juan de Fuca" - 3:44 (live)
12. "Traveller" - 4:49 (live)
13. "Marrow" - 5:58
14. "Stum Mountain Man" - 11:23
15. "Search" - 3:22
16. "1912" - 3:46
17. "Palace of Dynasty" - 4:09
18. "Adversity" - 4:31
19. "Nez Percé" - 4:23
20. "A Mother's Cry" - 5:02
21. "Fender" - 4:25
22. "Israel" - 3:58
23. "Homeward Rolling Soldier" - 3:58 (live)

## Listplaceringar
| Lista (2003) | Topplacering |
| ------------ | ------------ |
| Sverige      | 20           |

### Fotnoter
1. ↑  Placeringar på den svenska albumlistan